# Pujud (plaats)
Pujud is een bestuurslaag in het regentschap Rokan Hilir van de provincie Riau, Indonesië. Pujud telt 8227 inwoners (volkstelling 2010).